# Charly (Métropole de Lyon)
Charly ist eine französische Gemeinde  mit 4670 Einwohnern (Stand: 1. Januar 2022) in der Métropole de Lyon in der Region Auvergne-Rhône-Alpes. Sie gehört zum Arrondissement Lyon und zum Kanton Irigny. Ihre Bewohner werden Charlirot(te)s genannt.

## Geographie
Das bis 2015 zum Kanton Irigny gehörende Charly liegt etwa 15 Kilometer südsüdwestlich von Lyon.

### Nachbargemeinden
Umgeben wird Charly von den Nachbargemeinden Irigny im Norden und Nordosten, Vernaison im Osten, Millery im Süden und Südwesten sowie Vourles im Westen und Nordwesten.

## Bevölkerungsentwicklung
| Jahr                       | 1962 | 1968 | 1975 | 1982 | 1990 | 1999 | 2006 | 2009 | 2011 | 2014 | 2020 |
| -------------------------- | ---- | ---- | ---- | ---- | ---- | ---- | ---- | ---- | ---- | ---- | ---- |
| Einwohner                  | 1434 | 1648 | 2392 | 2864 | 3233 | 3874 | 4183 | 4373 | 4481 | 4427 | 4585 |
| Quellen: Cassini und INSEE |      |      |      |      |      |      |      |      |      |      |      |

## Sehenswürdigkeiten
- Schloss Charly, seit 1926 Monument historique
- Anwesen Melchior-Philibert mit Park, seit 1962 (Park: 2003) Monument historique
- Schloss Foudras, seit 1935 Monument historique
- Fresken von Jean-Baptiste Frénet an der Kirche

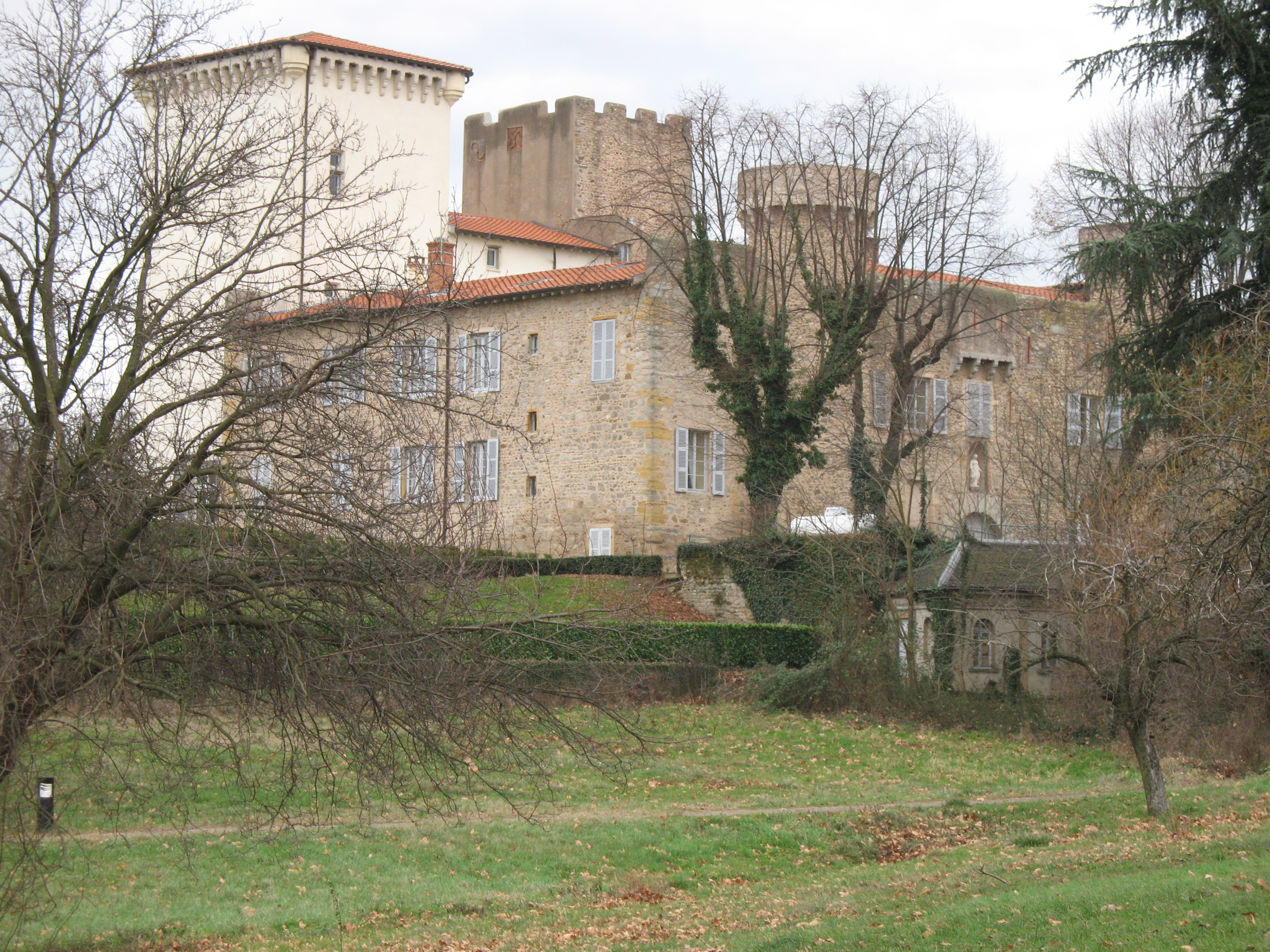
Schloss Charly
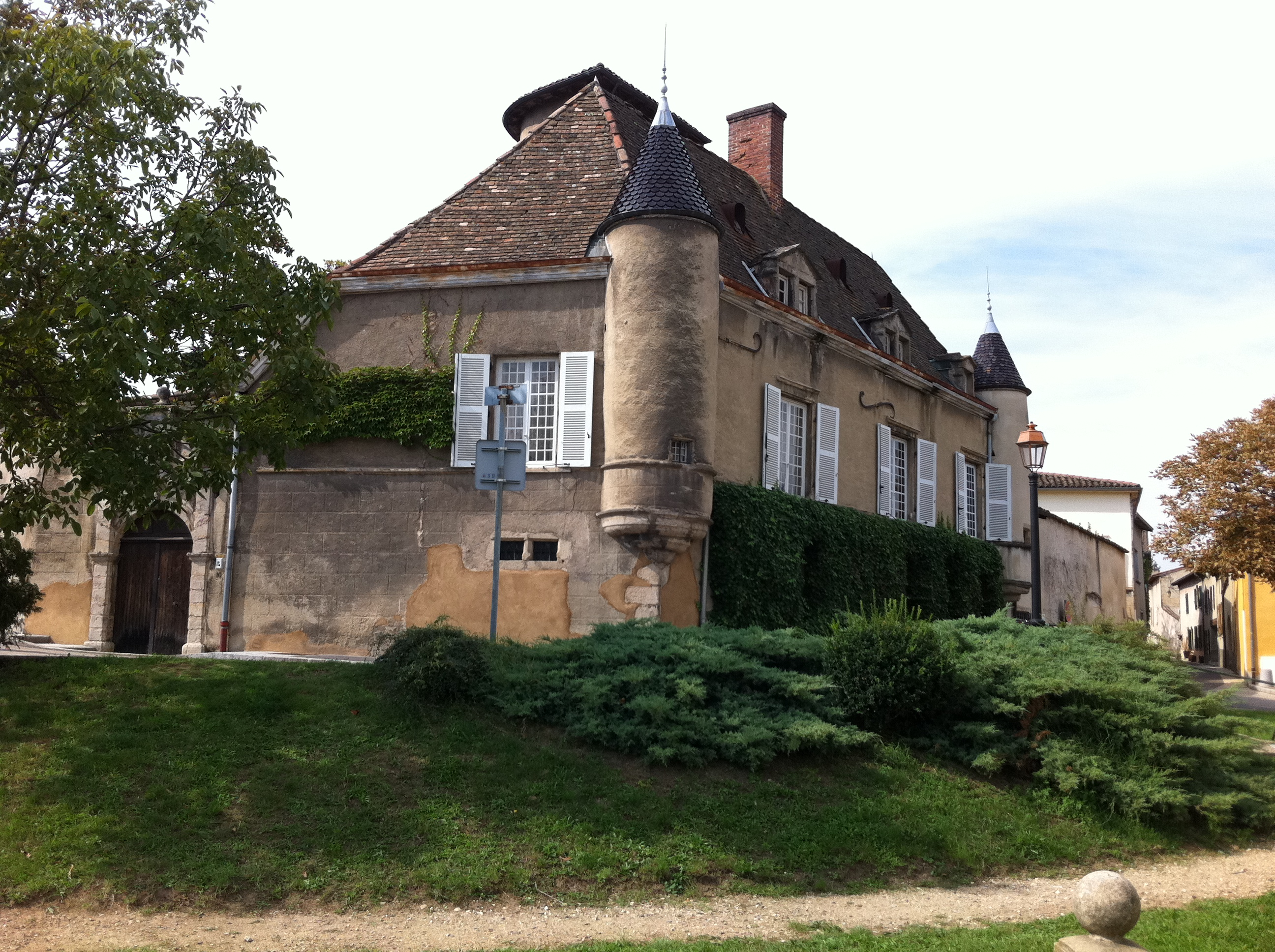
Schloss Foudras

## Wirtschaft
Charly gehört zum Weinbaugebiet Coteaux du Lyonnais.